# 小行星2204
小行星2204（2204 Lyyli）是一颗围绕太阳公转的小行星。1943年3月3日，爾約·維薩拉在图尔库发现了此天体。
該小行星以芬蘭天文學家萊利·海納寧（Lyyli Heinänen）命名。
这颗小行星的绝对星等为283.28552等。